# Rushville (Nebraska)
Rushville (Lakota Owátȟokšu ‚Verkehrsstadt‘ oder Lakota Iwátȟokšu Otȟúŋwahe ‚Ort, an dem Dinge transportiert werden‘) ist eine Stadt im Sheridan County, Nebraska. Die Stadt ist der County Seat des Sheridan Countys.

## Geschichte
Rushville wurde im Oktober 1885 gegründet. Ihr Name leitet sich vom Rush Creek ab.

## Bevölkerung
2010 waren von den 890 Einwohnern 73,8 Prozent Weiße, 0,6 Prozent Afroamerikaner, 21,9 Prozent amerikanischen Ureinwohner, 0,1 Prozent Asiaten, 0,6 Prozent aus anderen Ethnien sowie 3,0 Prozent aus zwei oder mehreren Ethnien. 6,1 Prozent der Bevölkerung waren spanischer oder lateinamerikanischer Herkunft.
| Jahr      | 1890 | 1950  | 2000 | 2010 | 2020 |
| --------- | ---- | ----- | ---- | ---- | ---- |
| Einwohner | 484  | 1.266 | 999  | 890  | 816  |